# Cinematografía francesa
Fue el 28 de diciembre de 1895 cuando los hermanos Lumière proyectaron públicamente la salida de obreros de su fábrica.
- George Méliès

- Un perro andaluz (1928), de Luis Buñuel y Salvador Dalí

- La gran ilusión (1937), de Jean Renoir

- Orfeo (1950), de Jean Cocteau

- Las vacaciones del Sr. Hulot (1951), de Jacques Tati

- La nouvelle vague (nueva ola) francesa:
  - Los 400 golpes (1958), de François Truffaut
  - Al final de la escapada (1959), de Jean-Luc Godard

- Azul (1993), de Krzysztof Kieslowski

- Cuento de verano (1996), de Éric Rohmer

Francia acoge uno de los más reconocidos festivales cinematográficos del mundo, el Festival Internacional de Cine de Cannes.
- Datos: Q5769666